# Akkermanska konvencija
Akkermanska konvencija, zaključena je 7. listopada. 1826. potpisivanjem sporazuma između Rusije i Turske u Akkermanu (Аккерман), današnji grad Belogorod Dnjestrovski (Белгород-Днестровский) u Ukrajini.
Zbog neispunjavanja odredaba Bukureštanskog mira iz 1812. i narušavanja ranijih obaveza Turske prema balkanskim državama (Srbiji, Vlaškoj i Moldavija), Rusija joj je 1826. predala ultimatum za rješenje tih i ostalih spornih problema. Da bi izbjegla sukob s Rusijom, Turska je poslije odugovlačenja pristupila zaključenju Akkermanskog sporazuma, kojom su, u stvari, proširene odredbe Bukureštanskog mira iz 1812. 

## Odluke sporazuma
Rusija je zadržala sporne oblasti na istočnoj obali Crnog mora, pomerila granicu do Dunava i tako izbila na Balkan, osigurala slobodnu plovidbu po turskim vodama i protektorat nad Srbijom, što je potvrdeno i Mirom u Drinopolju 1829.
Po III. članku Konvencije potvrđene privilegije Vlaškoj i Moldaviji iz ranijih ugovora, a posebno obnova hatišerifa iz 1802. s dopunama sadržanim u posebnom aktu uz Akkermansku konvenciju. 
Po V. članku i posebnim aktom o Srbiji uz sporazum, Turska se obvezala da će ispuniti sve obaveze iz Bukureštanskog mira (VIII. članak) u suradnji sa srpskim deputatima u roku 18 mjeseci, a ferman s hatišerifom priopći i ruskom dvoru. Autonomne povlastice Srbije odnosile su se na: slobodu vjere, izbor srpskih starješina, nezavisnost unutrašnje uprave, povratak otrgnutih nahija od 1813., spajanje svih davanja u jednu, slobodu trgovine sa srpskim pasošima, dozvolu za podizanje škola, bolnica, tiskarstva, zabranu naseljavanja muslimana u Srbiji izvan područja gradova.